# Sara Herrera
Ana Sara Herrera Sagredo (más conocida como Sara Herrera, Talcahuano, 29 de noviembre de 1922) es una escritora y profesora de música chilena. Debutó en el ámbito literario en 1968 con Pleamar: Poemas de amor (1968) con críticas positivas, al que le sucedieron varias antologías y poemarios con críticas mixtas. 
Por su Antología poética: obras publicadas en Chile: 1968-1988 (1989) el escritor y crítico literario Manuel Francisco Mesa Seco señaló que Sara «se inscribe en la importante nómina de las calificadas poetisas. con una voz sensitiva, femenina y clara», mientras que el poeta Edilberto Domarchi indicó respecto a ''Ajenjo y almíbar: humorismo (1975) que la escritora cultiva «un estilo, si prosaico, escrito con elegancia y galanura».

## Obras
- Pleamar: Poemas de amor (s.n., 1968).
- Pétalos de un girasol: poemas (Ediciones Renovación,1971).
- Cascada de plata: poemas (Eds. Océano de la Sociedad de Escritores de Valparaíso, 1973).
- Réquiem para un hijo: Poemas (Unión de escritores Americanos, 1974).
- Ajenjo y almíbar: humorismo (prosa humorística, Unión de Escritores Americanos, 1975).
- Rosal de espinas: crónicas de humor (Eds. Rumbo, 1977).
- Marejada: poesía (1982).
- Antología poética: obras publicadas en Chile: 1968-1988 (Eds. Logos, 1989).
- Hiedra y tulipanes: poemas (Eds. Rumbos, 1996).